# Belʹkovich (cratera)
A cratera Belʹkovich é o anel maior centralizado na imagem, com a Hayn de 87 km a Noroeste, a Belʹkovich-K de 47 km a Nordeste, em oposição a esta fica a Belʹkovich-A de 58 km a Sudoeste. No interior e próxima à borda da Belʹkovich-A está a Belʹkovich-B de 13 km.
Belʹkovich é uma cratera de impacto lunar, situada no lado visível da Lua. Como ela fica localizada no extremo do setor Nordeste do lado visível da Lua, e sua visibilidade fica sujeita ao efeito de libração.
Ela foi batizada em homenagem ao astrônomo russo, Igor Vladimirovich Belʹkovich.